# Llucmajor
Llucmajor är en kommun i Spanien. Den ligger i den autonoma regionen Balearerna i östra delen av landet. Antalet invånare är 39 912 (2024). Arean är 327,33 kvadratkilometer. Llucmajor ligger på ön Mallorca. Llucmajor gränsar till Algaida, Palma de Mallorca, Montuïri, Porreres och Campos. 